# Економіка Північної Македонії
Розпад Югославії в 1991 році позбавив економіку Північної Македонії, тоді її найбіднішої республіки (всього 5 % від загального об'єму виробництва товарів і послуг СФРЮ), її ключових захищених ринків і великих трансферних платежів з Белграду. Відсутність інфраструктури, санкції ООН проти Союзної Республіки Югославії (найбільший ринок) та економічне ембарго Греції заважали економічному зростанню до 1996 року.
Розрив сформованих господарських зв'язків негативно позначився на економіці незалежної республіки. Подолання його наслідків і налагодження сучасного виробництва пов'язувалися з приватизацією промислових підприємств і сфери послуг, що розпочалася ще в 1989 р. відповідно до закону СФРЮ. Цей закон передбачав передачу акцій усім членам трудових колективів. Тоді понад 600 компаній були перетворені на акціонерні товариства.
Другий етап економічного розвитку започаткував закон про реорганізацію державних підприємств, ухвалений у незалежній Македонії влітку 1993 р. Тоді були приватизовані торговельні і сільськогосподарські підприємства, а також страхові компанії, потім підприємства промислові, будівельної індустрії, фінансові, туристичні і сфери обслуговування, транспорт і засоби зв'язку. Не підлягають приватизації об'єкти енерго- і водопостачання, лісового господарства, міського комунального господарства і природні ресурси.
Грошові перекази робітників і допомога з-за кордону пом'якшили наступний нестійкий період відновлення. За винятком 2001 року, ВВП щороку збільшувався, наприклад, в 2000 році ріст склав 5 %. Однак ріст у 1999 році стримувався серйозними економічними потрясіннями в регіоні, викликаними війною в Косово.
Успішна приватизація в 2000 році збільшила резерви країни до 700 мільйонів доларів. Крім того, влада демонструвала постійну прихильність економічним реформам, вільній торгівлі та регіональній інтеграції. Економіка може задовольнити свої основні потреби в продовольстві, проте залежить від нафтових і газових зовнішніх джерел, а також від більшої частини сучасного обладнання і запчастин. У 2000 році інфляція склала 11 % в основному через високі ціни на нафту.
У Північній Македонії спостерігається один із найвищих темпів росту економіки в Європі. В середньому цей ріст складає 4 % (навіть під час політичної кризи), що ставить країну поруч з такими державами, як Румунія і Польща.     
Згідно з опублікованим 31 жовтня 2018 року рейтингом Доповіді «Ведення бізнесу» на 2019 рік Північна Македонія зайняла 10-е місце, тим самим отримавши найвищий рейтинг серед країн регіону Європи і Центральної Азії після Грузії (6-е місце)..

## Історія
Зі самого початку існування Османської імперії, коли територія сучасної Північної Македонії була поділена між санджаком Ускюп і вілайєтом Салоніки, економіка цієї країни майже завжди була сільськогосподарською. Вона зосереджувалася на пасовищному господарстві та вирощуванні винограду. Завезений до регіону в 1835 році опійний мак до кінця 19-го століття також став важливою культурою регіону і залишався таким до 1930-х рр.
З початком індустріальної епохи зросла роль промисловості в економіці регіону. Північна Македонія відповідала за великі об'єми виробництва текстилю і кількох інших товарів в Османській імперії. Тим не менш, при цьому зберігалися застарілі методи виробництва товарів. З моменту включення регіону до складу Королівства Сербії в македонській економіці почався застій.
Після завершення Другої світової війни місцева економіка почала оживати завдяки субсидіям із федерального центру. Ці субсидії допомогли Північній Македонії перебудувати свою практично втрачену промисловість і перевести сільськогосподарську економіку на промислові рейки: у Велесі, Бітолі, Штипі та Куманово почали формуватися центри промисловості. До цього єдиним промисловим центром Північної Македонії був Скоп'є, тепер в часи соціалістичної Югославії індустріальне виробництво перемістилось і до інших міст.
Після краху соціалістичної Югославії економіка зазнала чимало потрясінь, починаючи із західних санкцій проти внутрішнього ринку колишньої Югославії і закінчуючи грецьким ембарго проти Північної Македонії через її колишню назву, Республіка Македонія. В 1995 році економіка почала оживати, а після етнічного конфлікту з албанцями 2001 року досягла повного відновлення. До економічної кризи 2008 року, коли її економіка скоротилася разом з іншим країнами світу, ВВП Північної Македонії зростав у середньому на 6 % в рік. Проте сама криза мала досить малий вплив на країну в основному через суворі правила македонських банків. Сьогодні Північна Македонія підтримує низьке співвідношення держборгу до ВВП та має активний інвестиційний інтерес з боку турецьких, алжирських, албанських та інших компаній країн світу.

## Економічна діяльність

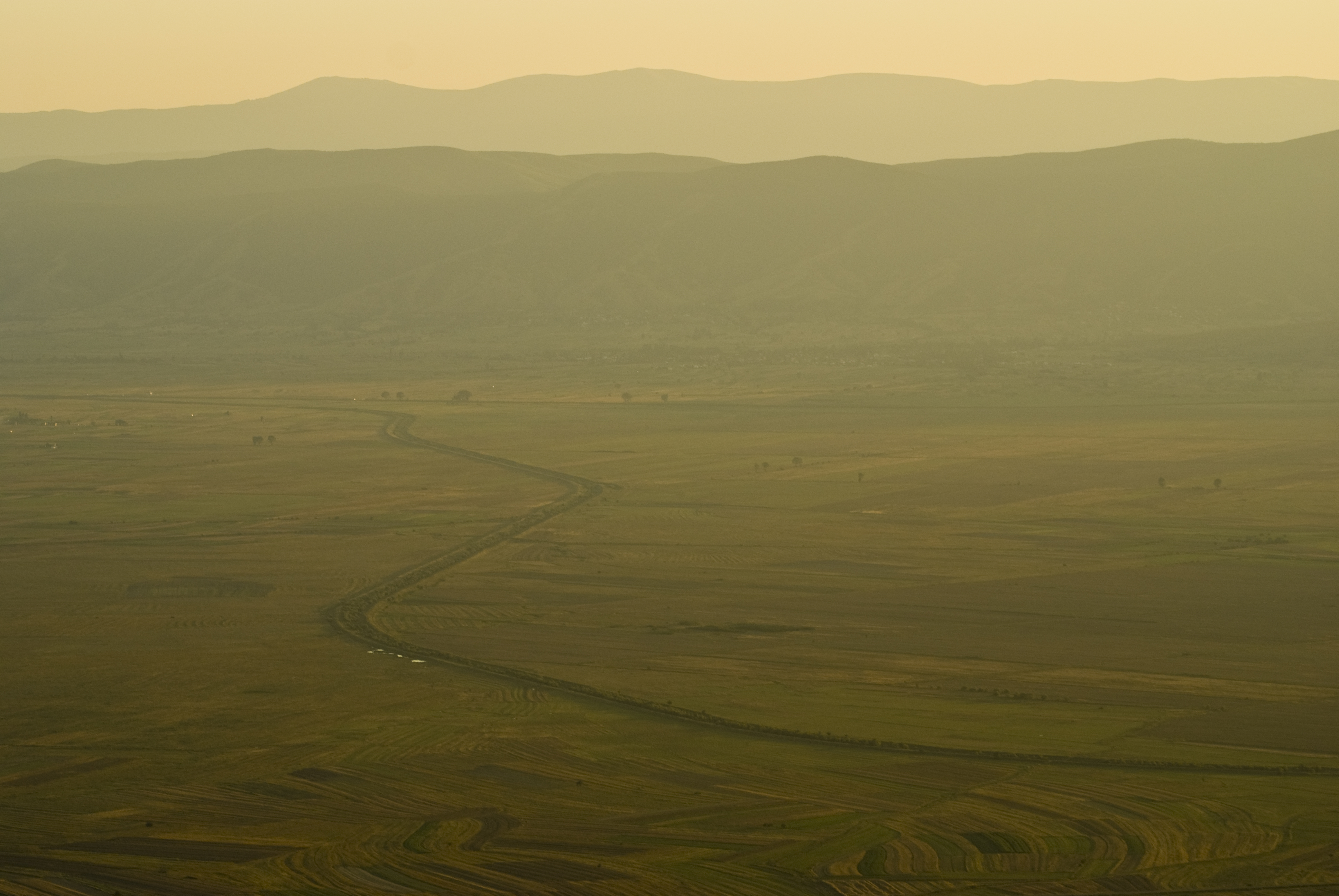
Пелагонія, житниця Північної Македонії

Північна Македонія вразлива до економічних змін в Європі — через міцні банківські і торговельні зв'язки — і заради подальшого економічного зростання вона залежить від регіональної інтеграції та просування до членства ЄС. На момент здобуття незалежності у вересні 1991 року Північна Македонія була найменш розвинутою з югославських республік, виробляючи всього 5 % від загального федерального об'єму виробництва товарів і послуг. Розпад Соціалістичної Федеративної Республіки Югославії поклав край трансфертним платежам з боку федерального уряду і ліквідував переваги від включення до зони де-факто вільної торгівлі. Відсутність інфраструктури, санкції ООН проти республік колишньої Югославії та грецьке економічне ембарго через спір щодо конституційної назви та офіційного прапора держави перешкоджали економічному зростанню аж до 1996 року. З тих пір Північна Македонія підтримувала макроекономічну стабільність при низькій інфляції і створювала робочі місця, незважаючи на проведення масштабних реформ у фіскальній та діловій сфері. Офіційний рівень безробіття залишається високим — 24,6 % (четвертий квартал 2015 року), проте він може бути ще більш високим через існування широкого тіньового ринку, який не відображений в офіційній статистиці. Разом із глобальним економічним спадом в країні скоротилися прямі іноземні інвестиції, знизилась доступність кредитів і виник великий торговельний дефіцит. Тим не менш, у результаті консервативної фіскальної політики і надійної фінансової системи, у 2010 році кредитний рейтинг піднявся до BB+ і зберігся на цьому ж рівні у 2011 році. Макроекономічна стабільність підтримувалася розумною грошово-кредитною політикою, яка утримує національну валюту, прив'язану до євро. У результаті ріст ВВП у 2010 і 2011 роках був невеликим, проте позитивним, а інфляція була під контролем. Останні дані Державного статистичного управління Північної Македонії показують, що в цілому об'єм виробництва за 2012 рік скоротився на 6,6 відсотка у порівнянні з 2011 роком.

### Макроекономіка

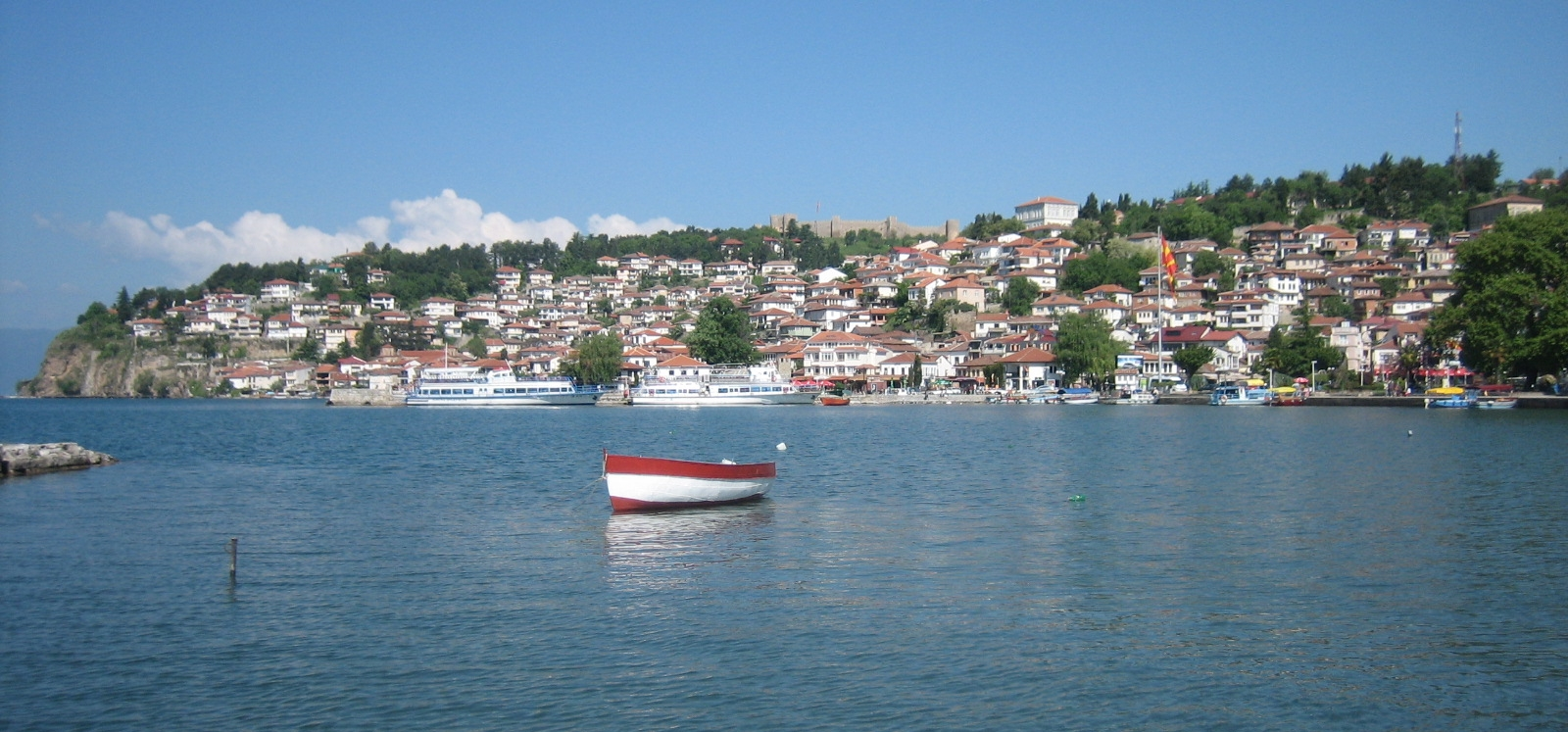
Охрид — популярне туристичне місце у Північній Македонії

У першому півріччі 2011 року реальний ВВП зріс до 5,2 %. Це стійке зростання було в основному обумовлене ростом будівельного сектору на 23,6 %; гірничої промисловості, розробки кар'єрів і виробництва на 13,2 %; сфери транспорту і зв'язку на 4,2 %. Об'єм промислового виробництва за перші 8 місяців 2011 року був на 7,5 % вище ніж за аналогічний період 2010 року. Низький державний і зовнішній борг, комфортний рівень валютних резервів з урахуванням зменшення базової відсоткової ставки Центрального банку до 4 % дозволили ще більше ослабити грошово-кредитну політику. У першій половині 2011 року через ріст цін на енергоносії, паливо і продукти харчування зросла інфляція, проте згодом до кінця вересня вона знизилася до річного рівня в 3,4 %. У четвертому кварталі 2015 року офіційний рівень безробіття знизився до 24,6 %, але все одно залишився одним із найвищих у Європі. Багато людей працюють у тіньовій економіці, тому більшість експертів оцінюють фактичне безробіття у Північній Македонії на значно нижчому рівні, ніж згідно з офіційними цифрами.

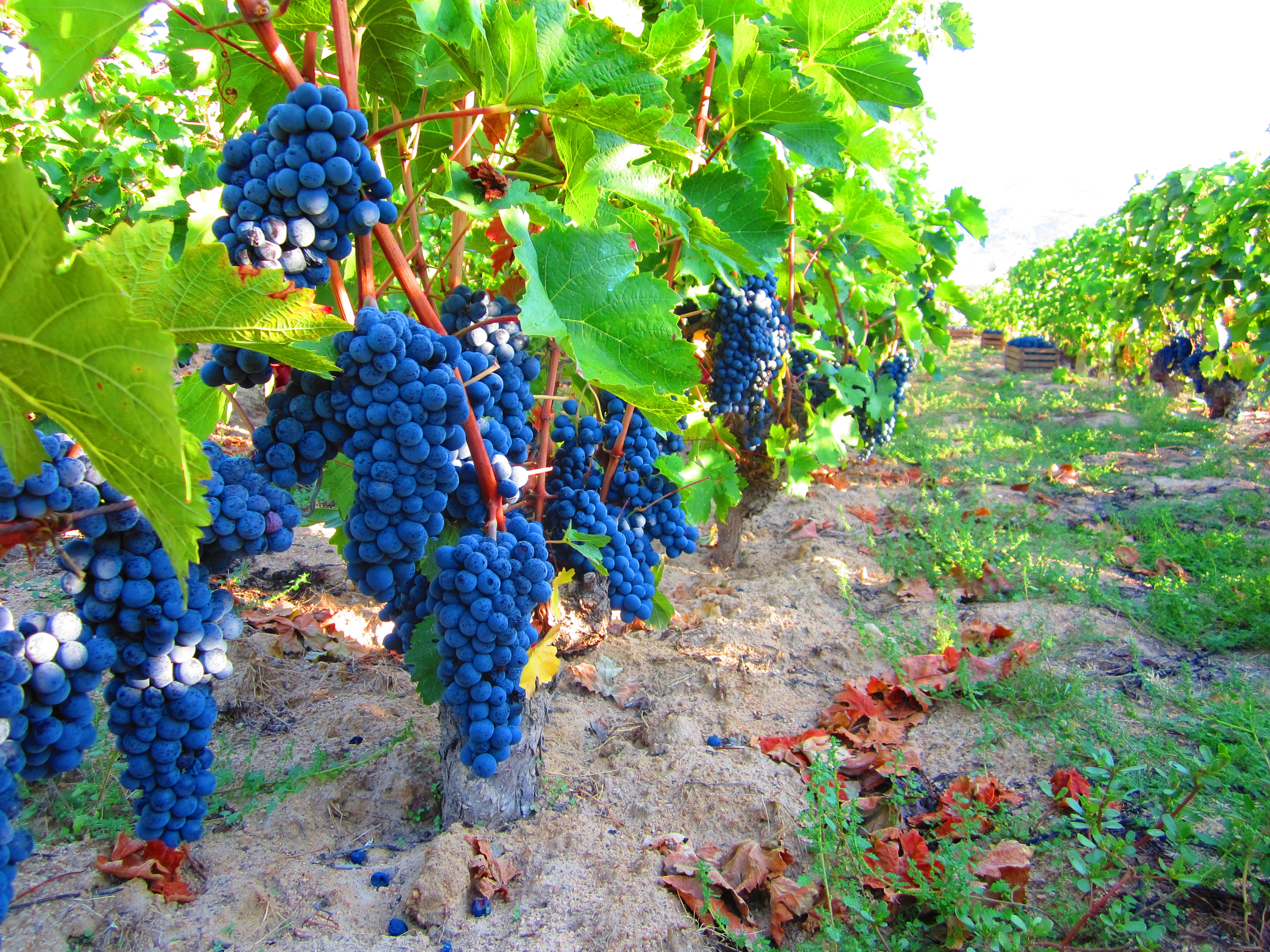
Виноградник у Північній Македонії

Державний бюджет у цілому не виходить за межі прогнозів. На кінець серпня 2011 року дефіцит бюджету склав 2 % ВВП, а фіскальні органи, судячи з усього, вирішили зберегти його до прогнозованого цільового показника у 2,5 % до кінця року. На доповнення до 220 мільйонів євро (близько $298 мільйонів), залучених у березні від пільгової кредитної лінії (ПКЛ) МВФ, фінансування в основному здійснювалося за рахунок внутрішніх позик. Але до кінця року дефіцит фінансування залишався на рівні 50-60 мільйонів євро ($67-$81 мільйонів), який уряд вирішив покрити за рахунок позик на міжнародних ринках капіталу за підтримки політики гарантій від Світового банку. Державний борг залишався низьким і складав 26 % ВВП, але демонструє поступове збільшення в порівнянні з минулими роками. Незважаючи на зниження ставки Центральним банком, він сам з 2009 року не змінював показників ліквідності для банків чи вимог до резервів, обмеживши кредитування до 7,5 % у перших трьох кварталах 2011 року. Никола Груєвський говорив, що уряд з метою підвищення загальної ліквідності економіки до лютого 2013 року повністю погасить усю заборгованість перед приватним сектором. Зовнішня торгівля Північної Македонії у 2010 році зіштовхнулася з труднощами через повільний вихід з економічної кризи її основних торговельних партнерів, зокрема держав-членів ЄС. Почавши з дуже низьких показників, ріст експорту у перші 8 місяців 2011 року досяг 41,7 %, перевищивши ріст імпорту на 36,8 %. Дефіцит торгового балансу збільшився до 18,3 % ВВП, наблизившись до кінцевої мети у 21,9 % ВВП. У той же час дефіцит балансу поточних рахунків значно покращився, і на кінець року прогноз був переглянутий у бік підвищення до 5,5 % ВВП. Це було обумовлено, перш за все, збільшенням притоку поточних трансфертів на 4,4 %, переважно влітку, і це відбулося, незважаючи на низький рівень прямих іноземних інвестицій, що складав всього $237,2 млн в кінці липня 2011 року. Резерви в іноземній валюті залишились на рівні $2,6 млрд, достатньому для покриття 4 місяців імпорту і близько 110 % короткострокового боргу країни.
У жовтні 2010 року Рада директорів Світового банку затвердила нову Стратегію партнерства з країною (СПК) з Північною Македонією на період 2011-2014 рр. Ця СПК надала допомогу країні у розмірі близько $100 мільйонів впродовж перших двох років для підвищення конкурентноздатності, розширення можливостей працевлаштування і соціального захисту, а також розширення використання сталої енергетики. Ця допомога включала також виділення $30 мільйонів у вигляді прямої бюджетної підтримки уряду у формі заснованої на політиці гарантій Світового банку для полегшення його доступу до фінансування на міжнародних ринках капіталу, процес, який почався у листопаді 2011 року.
Північна Македонія стала першою країною, що отримала право на пільгову кредитну лінію МВФ у січні 2011 року. Ця програма надала Північній Македонії кредитну лінію на суму 475 мільйонів євро (близько $675 мільйонів) на 2 роки. Кредитна лінія була затверджена після широких консультацій з МВФ у жовтні і грудні 2010 року. Згідно з Індексом економічної свободи-2012, опублікованому у січні 2012 року консервативним американським дослідницьким центром Heritage Foundation та Wall Street Journal, Північна Македонія має найкращу економічну свободу в регіоні.

### Макроекономічні показники
| ВВП                                | ВВП  | ВВП    | ВВП    | ВВП    | ВВП    | ВВП   | ВВП   | ВВП   | ВВП   | ВВП   | ВВП    | ВВП   | ВВП   | ВВП   | ВВП   | ВВП   | ВВП   | ВВП   | ВВП   | ВВП   | ВВП    | ВВП    | ВВП    | ВВП    | ВВП    | ВВП    |
| ---------------------------------- | ---- | ------ | ------ | ------ | ------ | ----- | ----- | ----- | ----- | ----- | ------ | ----- | ----- | ----- | ----- | ----- | ----- | ----- | ----- | ----- | ------ | ------ | ------ | ------ | ------ | ------ |
| Рік                                | 1991 | 1992   | 1993   | 1994   | 1995   | 1996  | 1997  | 1998  | 1999  | 2000  | 2001   | 2002  | 2003  | 2004  | 2005  | 2006  | 2007  | 2008  | 2009  | 2010  | 2011   | 2012   | 2013   | 2014   | 2015   | 2016   |
| ВВП (мільярди доларів США)         | 15,5 | 2,3    | 2,5    | 3,3    | 4,4    | 4,4   | 3,7   | 3,5   | 3,6   | 3,5   | 3,4    | 3,7   | 5,0   | 5,9   | 5,7   | 6,9   | 8,6   | 9,1   | 9,7   | 9,1   | 10,1   | 10,7   | 11,4   | 12,2   | 13,0   | 13,8   |
| ВВП (ПКС) (мільярди доларів США)   | 10,7 | 10,3   | 9,7    | 9,7    | 9,8    | 10,1  | 10,5  | 10,9  | 11,6  | 12,4  | 12,1   | 12,4  | 13,0  | 14,3  | 15,4  | 16,7  | 18,3  | 19,6  | 19,6  | 19,9  | 20,8   | 21,8   | 23,0   | 24,3   | 25,7   | 27,2   |
| Ріст ВВП                           | н/д  | -6,6 % | -7,5 % | -1,8 % | -1,1 % | 1,2 % | 1,3 % | 3,3 % | 4,3 % | 4,5 % | -4,5 % | 0,8 % | 2,8 % | 4,6 % | 4,3 % | 4,9 % | 6,1 % | 5,0 % | 0,9 % | 0,7 % | 2,9 %  | 3,6 %  | 4,1 %  | 4,0 %  | 3,9 %  | 3,9 %  |
| ВВП на душу населення (долари США) | 8115 | 1201   | 1315   | 1734   | 2269   | 2232  | 1883  | 1795  | 1837  | 1785  | 1704   | 1861  | 2489  | 2930  | 2801  | 3387  | 4252  | 4468  | 4749  | 4431  | 4911   | 5228   | 5525   | 5908   | 6290   | 6654   |
| ВВП (ПКС) на душу населення        | 5617 | 5341   | 5025   | 5013   | 5031   | 5153  | 5298  | 5512  | 5811  | 6182  | 6016   | 6149  | 6443  | 7049  | 7599  | 8225  | 8962  | 9600  | 9584  | 9727  | 10 112 | 10 608 | 11 176 | 11 176 | 12 430 | 13 135 |
| Джерело: МВФ[19]                   |      |        |        |        |        |       |       |       |       |       |        |       |       |       |       |       |       |       |       |       |        |        |        |        |        |        |

### Торгівля

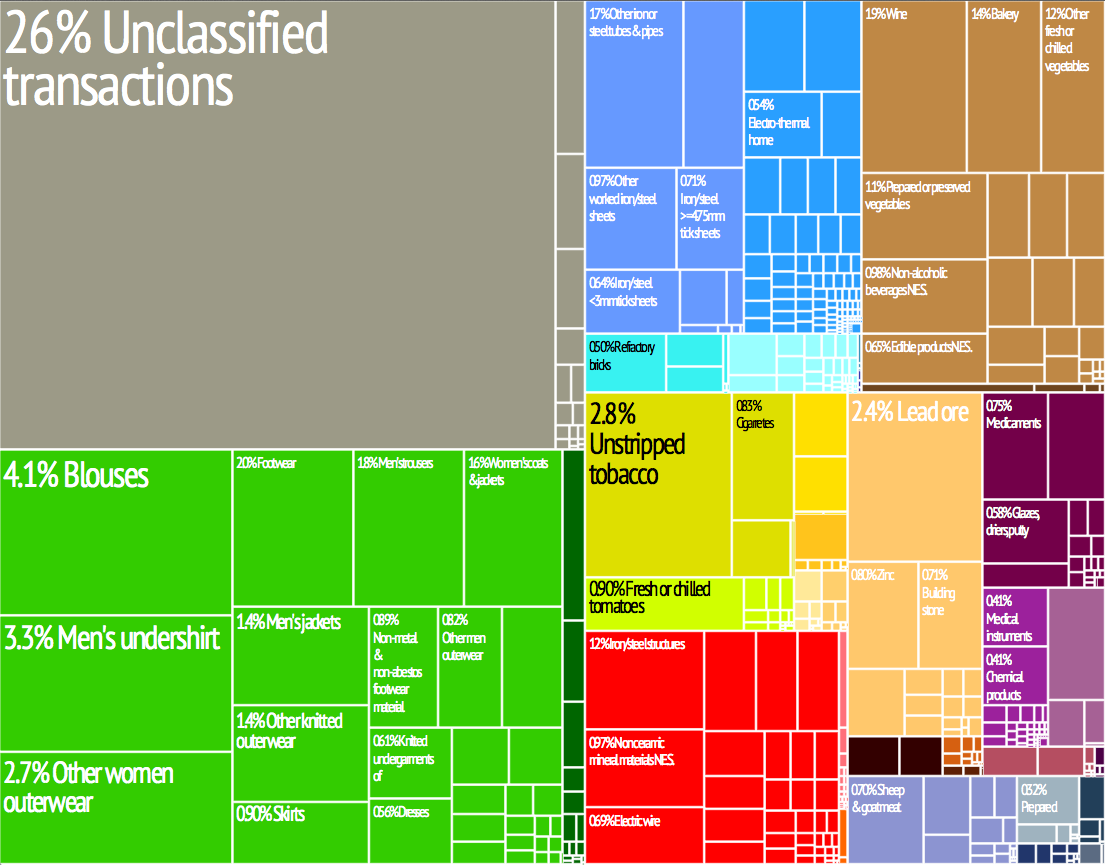
Графічне зображення експорту Північної Македонії у 28 кольорових категоріях

Північна Македонія як і раніше прагне до членства в Європейському Союзі (ЄС) і НАТО. Вона стала повноправним членом Світової організації торгівля (СОТ) у квітні 2003 року. Після підписання угоди про співробітництво з ЄС у 1997 році, у квітні 2001 року Північна Македонія підписала Угоду про стабілізацію та асоціацію з ЄС, що надала Північній Македонії безмитний доступ на європейські ринки. У грудні 2005 року вона зробила крок уперед, отримавши статус держави-кандидата у членство ЄС. Північна Македонія з 1994 року має дефіцит зовнішньої торгівлі, який у 2008 році досяг рекордного рівня у $2,873 мільярдів або 30,2 % ВВП. Загальний об'єм торгівлі у 2010 році (імпорт плюс експорт) склав $8,752 мільярдів, а торговий дефіцит — $2,149 мільярдів, або 23,4 % ВВП. За перші 8 місяців 2011 року загальний об'єм торгівлі склав $7,470 мільярдів, а торговий дефіцит — $1,778 мільярдів. 56,5 % всієї торгівлі Північної Македонії припали на країни ЄС. Основними торговими партнерами Північної Македонії є Німеччина, Греція, Сербія, Болгарія, Росія й Італія. У 2010 році загальний об'єм торгівлі між Північною Македонією та США склав $116,6 мільйонів, а за перші 8 місяців 2011 року — $65 мільйонів.
Північна Македонія має двосторонні угоди про вільну торгівлю з Україною, Туреччиною та Європейською асоціацією вільної торгівлі (ЄАВТ — Швейцарія, Норвегія, Ісландія та Ліхтенштейн). Двосторонні угоди з Албанією, Боснією та Герцеговиною, Хорватією, Сербією, Чорногорією, Республікою Косово та Молдовою були замінені членством у Центральноєвропейській асоціації вільної торгівлі (ЦАВТ). Північна Македонія також уклала «Угоду про заохочення та захист прямих іноземних інвестицій» з Албанією, Австрією, Боснією та Герцеговиною, Болгарією, Білоруссю, Бельгією, Люксембургом, Німеччиною, Єгиптом, Іраном, Італією, Індією, Іспанією, Сербією, Чорногорією, Китайською Народною Республікою, Республікою Корея, Малайзією, Польщею, Румунією, Росією, Словенією, Туреччиною, Україною, Угорщиною, Фінляндією, Францією, Нідерландами, Хорватією, Чехією, Швейцарією та Швецією.

### Сільське господарство

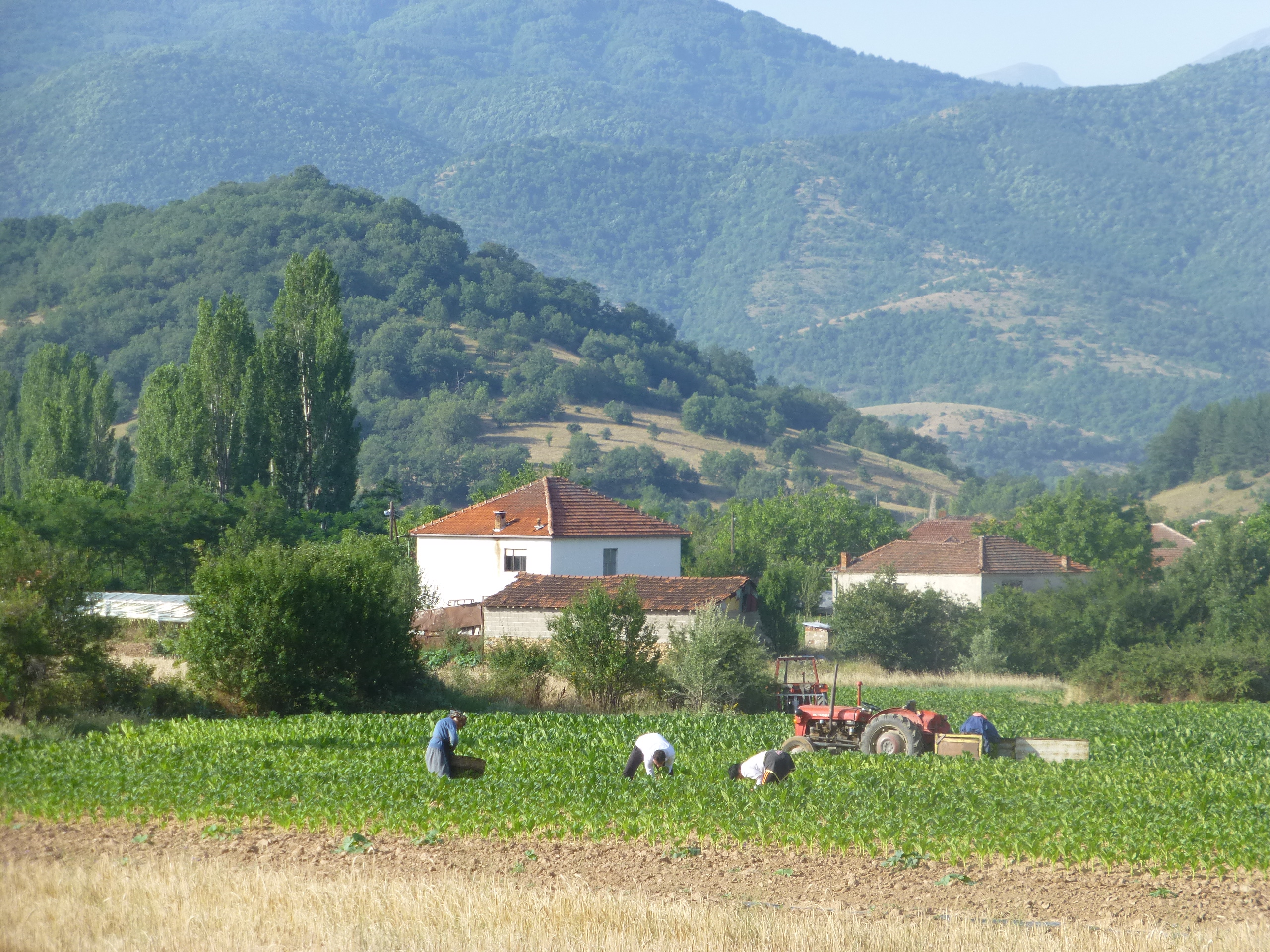
Збір врожаю тютюну (село Лопатица, општина Бітола)

Хороші кліматичні умови дозволяють вирощувати у країні зернові культури (пшеницю, кукурудзу, рис), технічні культури (тютюн, соняшник, бавовну, мак), овочі та фрукти. У Північній Македонії розвинете виноградарство і виноробство.
У гірських районах розвинене пасовищне тваринництво. Населення розводить овець, кіз, велику рогату худобу, свиней. У країні також є птахівництво і бджолярство. Жителі озерних районів займаються рибальством..
Провідними галузями в сільському господарстві Північної Македонії є: вирощування тютюну, овочівництво, садівництво, вівчарство..

### Промисловість
Ріст промислового виробництва у Північній Македонії у 2009 році різко упав до рівня -7,7 %. У країні виділяють наступні провідні галузі промисловості: тютюнова, виноробська, текстильна.
Гірнича промисловість
В країні наявні незначні запаси рудних і нерудних корисних копалин: залізної, свинцево-цинкової, нікелевої, мідної і марганцевої руди, хромітів, магнезиту, стибію, миш'яку, сірки, золота, бурого вугілля, польового шпату, доломіту та гіпсу.
| Корисні копалини  | 2007      | 2008      | 2009      |
| ----------------- | --------- | --------- | --------- |
| Буре вугілля      | 6 569 220 | 7 669 103 | 7 395 915 |
| Мідні руди        | 4 109 464 | 4 239 500 | 3 766 500 |
| Концентрат міді   | 33 467    | 38 337    | 35 430    |
| Концентрат свинцю | 48 702    | 67 401    | 63 227    |
| Концентрат цинку  | 61 913    | 77 473    | 77 296    |

Хімічна промисловість
Хімічна промисловість Північної Македонії базується в основному на імпортній сировині. Найбільший хімічний комбінат розташований в Скоп'є. Розвитку хімічної промисловості сприяють іноземні інвестиції (США — у фармацевтичну промисловість, Туреччини — у виробництво паливно-мастильних матеріалів і пластмас, Італії — у виробництво технічного скла). Наявна целюлозно-паперова промисловість.
Текстильна промисловість
Основні центри текстильної промисловості — Тетово (виробництво шерстяних тканин), Штип (бавовняний комбінат), Велес (шовкоткацький комбінат). Виготовляють переважно готовий, у тому числі трикотажний, одяг, покривала, постільні білизни, штучні хутра, ковдри, бавовняні нитки, шерстяні пряжі, тканини, килими. Шкіряна та шкіряно-взуттєва промисловість працює в основному на привізній сировині і в значній мірі розвивається завдяки інвестиціям італійських та італо-американських компаній. 

### Інфраструктура
Протяжність залізниць складає 699 км (з них 234 км електрифіковані), протяжність автомобільних доріг — 4723 км (у тому числі 4113 км з твердим покриттям). У країні 17 аеропортів (з них 11 — з твердим покриттям), включаючи міжнародні аеропорти у Скоп'є й Охриді.

### Доходи населення
Мінімальний розмір оплати праці на 2017 рік складав 14 424 денара, що складає 231 євро. З 1 січня 2019 року мінімальний розмір оплати праці склав 17 370 денарів брутто (€282,38), 12 165 денарів нетто (€197,76). Індекс Кейтца (співвідношення між мінімальною і середньою заробітною платою в країні) у Північній Македонії станом на 2019 рік (середня 36 488 денарів і мінімальна 17 370 денарів) складає близько 47,6 %. З 1 квітня 2019 року мінімальний розмір оплати праці склав 17 943 денарів брутто (€291,40), 12 507 денарів нетто (€203,12).

### Безробіття
| Безробітні   | 1995 | 2000 | 2005 | 2010    | 2015    | 2016    | 2017    | 2018    | 2020 (оцінка) |
| ------------ | ---- | ---- | ---- | ------- | ------- | ------- | ------- | ------- | ------------- |
| Кількість    | Н/Д  | Н/Д  | Н/Д  | 311,000 | 265,000 | 225,000 | 218,601 | 199,325 | 177,000       |
| Відсоток (%) | 30 % | 33 % | 38 % | 32 %    | 27 %    | 24 %    | 22,9 %  | 19,4 %  | 16 %          |

Безробіття залишається постійною проблемою в республіці, де значна частина кваліфікованої робочої сили не може знайти роботу. Більшість македонців втратили роботу після розпаду Югославії. У результаті безробіття у країні перевищило 35 % (37,30 % у 2005 році), але в останні роки ця цифра знизилася до 22,9 % (перший квартал 2017 року), а чисельність населення за межею бідності також знизилась з 30,4 % (2011) до 21,5 % (2015); цілком можна припустити, що, виходячи з тенденції за останні кілька років, ймовірне подальше зниження як рівня безробіття, так і рівня бідності. Впродовж кількох років повна зайнятість робочого населення неухильно зростала, тоді як неповна зайнятість в той же період дещо знизилась, що призвело до загального зростання зайнятості; після 2008 року різко зросла заробітна плата, при цьому станом на 2016 рік це стійке зростання продовжувалося.
|      | Курс    |
| ---- | ------- |
| 2013 | 47,1950 |
| 2014 | 45,0465 |
| 2015 | 50,6055 |
| 2016 | 56,6500 |
| 2017 | 52,7750 |
| 2018 | 54,2434 |